# Gmina Hvorslev
Gmina Hvorslev (duń. Hvorslev Kommune) – w latach 1970–2006 (włącznie) jedna z gmin w Danii w okręgu Vibirg Amt. 
Siedzibą władz gminy było miasto Ulstrup. 
Gmina Hvorslev została utworzona 1 kwietnia 1970 na mocy reformy podziału administracyjnego Danii. Po kolejnej reformie w 2007 r. weszła w skład gminy Favrskov.

## Dane liczbowe
- Liczba ludności: (♀ 3560 + ♂ 3340) = 6900
  - wiek 0-6: 9,6%
  - wiek 7-16: 15,1%
  - wiek 17-66: 62,3%
  - wiek 67+: 13,0%
- zagęszczenie ludności: 54,3 osób/km²
- bezrobocie: 4,0% osób w wieku 17-66 lat
- cudzoziemcy z UE, Skandynawii i USA: 59 na 10 000 osób
- cudzoziemcy z krajów Trzeciego Świata: 146 na 10 000 osób
- liczba szkół podstawowych: 3 (liczba klas: 50)